# 词源 (张炎)
《詞源》是宋朝詞人张炎於其晚年编写的词论专著，詞法承傳自沈義父《樂府指迷》，分有上下二卷，上卷詳論詞樂韻律，下卷歷論作詞要法。張炎於下卷闡明成書緣由，主要是不滿南宋滅亡后雅詞沒落，在得楊守齋、毛敏仲、徐南溪前人對音律論整的基礎下，並以自身40年經驗編冊，並意圖將詞的「雅正」復興 ，提出以〈製曲〉、〈句法〉、〈字面〉、〈虛字〉、〈清空〉、〈意趣〉、〈用事〉、〈詠物〉、〈節序〉、〈賦情〉、〈離情〉、〈令曲〉十方面著手。

## 外部連結
- 中國哲學書電子化計劃上詞源（页面存档备份，存于）